# كولت إم1911
مسدس كولت إم1911 (بالإنجليزية: M1911) (المعروف أيضًا باسم كولت 1911 أو كولت غوفرنمنت Colt Government وبخاصة في النماذج التي صنعتها شركة كولت). هو مسدس نصف أوتوماتيكي ذو عمل فردي، يتميز بنظام إعادة تحميل وميكانيكية عمل تعتمد على ارتداد الغاز، ويطلق رصاص من عيار 0.45 ACP. يُعتبر مسدس كولت M1911 من أشهر المسدسات في العالم، حيث أثرت ميكانيكيته وطريقة عمله على جميع المسدسات التي ظهرت بعده. الاستخدام الواسع وعدد النماذج المتنوعة التي تم إنتاجها حتى القرن الحادي والعشرين تؤكد على مكانته الأيقونية.أُنتج هذا المسدس سنة 1911، وهو من تصميم جون موسز براونينغ. ويمثل طراز M1911 أساسًا لمبدأ الارتداد القصير. تم نسخ المسدس على نطاق واسع، واستخدمت طريقة عمله في معظم المسدسات نصف الأوتوماتيكية التي تم تصميمها وإنتاجها خلال القرن العشرين والقرن الحادي والعشرين. صُمِّمَ المسدس أصلًا للاستخدام العسكري، وقد استخدمه جيش الولايات المتحدة في قواته المختلفة، وكذلك جيوش أخرى حول العالم، بالإضافة إلى مؤسسات تنفيذ القانون، وحفظ النظام المختلفة (الشرطة وغيرها). وعلى الرغم من أن الجيوش والحكومات استبدلت المسدس بمسدسات حديثة، إلا أن المسدس لا يزال يحظى بشعبية بين المدنيين كوسيلة للدفاع عن النفس، وأيضًا في الأحداث التنافسية.
ابتاع جيش الولايات المتحدة حوالي 2.7 مليون مسدس M1911 وM1911A1، وقد استخدم المسدس كسلاح إضافي للقوات المسلحة الأمريكية من عام 1911 حتى عام 1985. استُخدم هذا المسدس بشكل واسع في الحرب العالمية الأولى، والحرب العالمية الثانية، وحرب كوريا، وحرب فيتنام. في النهاية، تم استبدال الـ M1911A1 بمسدس برتا M9 في عام 1985. ومع ذلك، لم يستبدل جيش الولايات المتحدة رسميًا الـ M1911A1 بالبرتا M9 حتى أكتوبر 1986؛ حيث أدت التأخيرات في الإنتاج والشراء إلى استمرار استخدام الـ M1911A1 مع بعض الوحدات بعد عام 1989. لا تزال النسخ الحديثة المشتقة من الـ M1911 مستخدمة من قبل بعض وحدات القوات الخاصة في جيش الولايات المتحدة، ومشاة البحرية الأمريكية.